# 國家首都展覽館
澳洲國家首都展覽館（The National Capital Exhibition），位於澳洲首都特區坎培拉，座落在伯利·格里芬湖畔的聯邦公園（Commonwealth Park）內。負責展示與介紹澳洲首都坎培拉的城市歷史、規劃與設計。由澳洲首都特區政府負責管理，免費入館參觀，並提供多種語言導覽服務。

## 外部連結
- 澳洲國家首都展覽館（页面存档备份，存于）
- 網路虛擬導覽